# Rudolf Koch

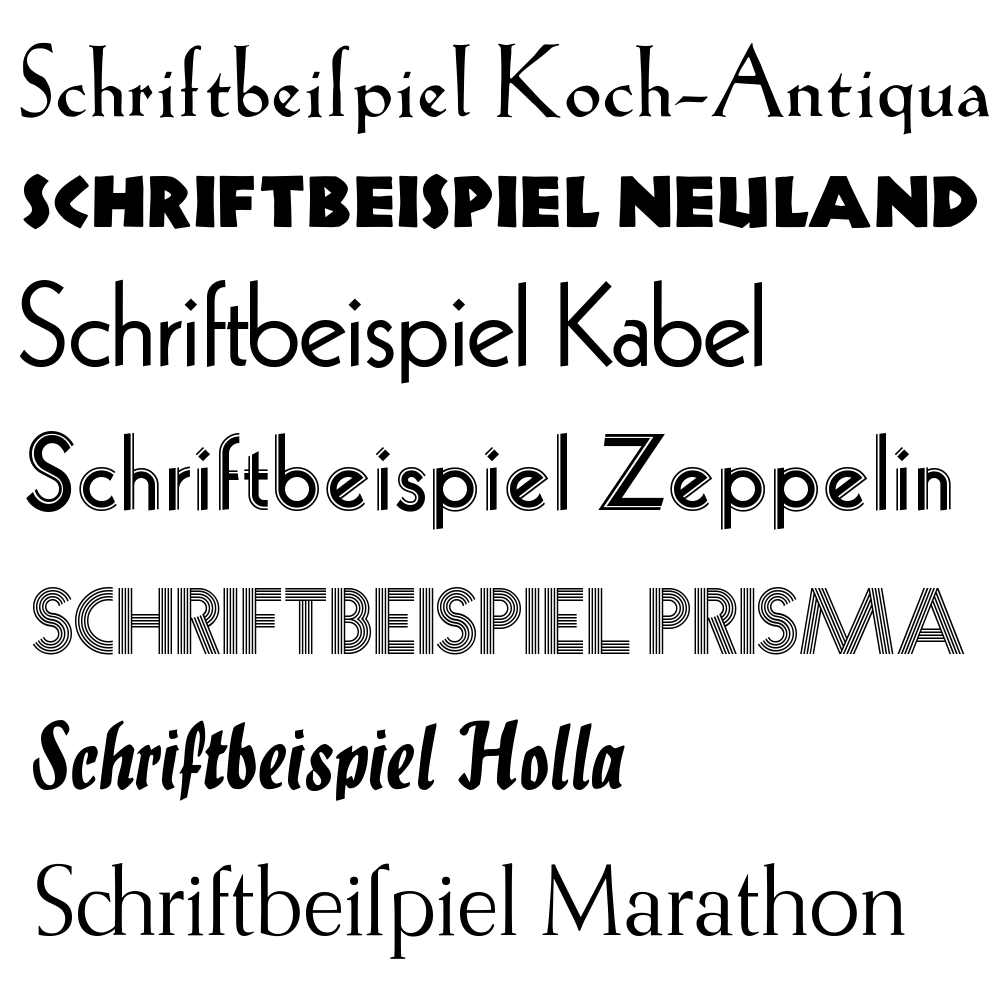
Caractères romains.

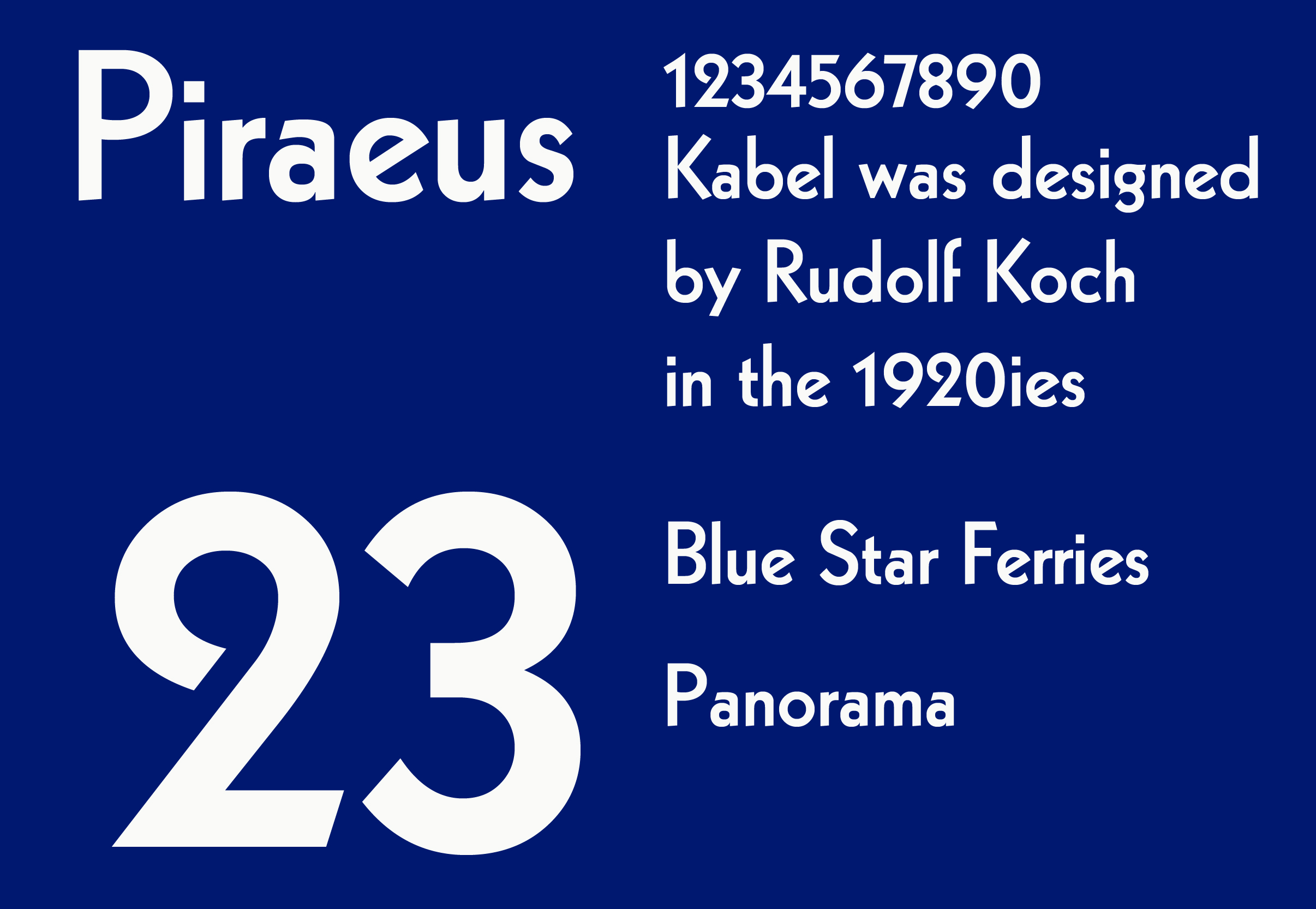
Kabel.

Rudolf Koch, né le 20 novembre 1876 à Nuremberg (Royaume de Bavière), mort le 9 avril 1934 à Offenbach am Main, est un typographe, créateur de caractères et professeur allemand.

## Biographie
Rudolf Koch débute un apprentissage de ciseleur à Hanau. Puis il suit une formation de professeur de dessin à la Kunstgewerbeschule de Nuremberg, puis à la Technische Hochschule de Munich. De 1898 à 1902, il est dessinateur dans un atelier de reliure de Leipzig et il réalise ses premiers dessins de lettres.
En 1906, il est calligraphe auprès de la fonderie Rudhard, devenue plus tard fonderie Klingspor. Il crée des polices de caractères Fraktur et romains. Il exerce comme professeur à l'école de design d'Offenbach am Main.

## Caractères
- Deutsche Schrift (1908-1921)
- Maximilian Antiqua (1913-1917)
- Wilhelm Klingspor-Schrift (1920-1926)
- Deutsche Zierschrift (1921)
- Koch Antiqua/Locarno (1922)
- Neuland (1922-1923)
- Deutsche Anzeigenschrift (1923-1924)
- Jessen (1924-1930)
- Wallau (1925-1934)
- Kabel (1927-1929)
- Offenbach (1928), terminé par Friedrich Heinrichsein
- Zeppelin (1929)
- Marathon (1930-1938)
- Prisma (1931)
- Claudius (1931-1934), terminé par Paul Koch
- Holla (1932)
- Grotesk-Initialen (1933)
- Koch Current (1933), d'après sa propre écriture
- Stahl (1933), terminé par Hans Kühne
- Neufraktur (1933-1934)